# Băiatul și stârcul
Băiatul și stârcul este un film de animație fantastic japonez din 2023, scris și regizat de Hayao Miyazaki. Produs de Studio Ghibli, titlul japonez face referire la romanul cu același nume al lui Genzaburō Yoshino din 1937, dar nu este o adaptare a acestuia. În distribuția vocală japoneză apar Soma Santoki, Masaki Suda, Ko Shibasaki, Aimyon, Yoshino Kimura, Takuya Kimura, Kaoru Kobayashi și Shinobu Otake. Descris ca un „mare film fantastic”, pelicula urmărește un băiat pe nume Mahito Maki, în timpul războiului din Pacific, care se mută la țară după moartea mamei sale, descoperă un turn abandonat lângă noua sa casă și intră într-o lume fantastică alături de  un stârc cenușiu vorbitor.
Miyazaki și-a anunțat retragerea în septembrie 2013, dar ulterior a revenit asupra deciziei sale după ce a lucrat la scurtmetrajul Boro the Caterpillar (2018). A început să muncească la un nou proiect de lungmetraj în iulie 2016, iar producția oficială a început în mai 2017. Titlul filmului a fost anunțat în octombrie 2017, vizând o lansare în jurul Jocurilor Olimpice de vară din 2020. Până în mai 2020, 36 de minute din film fuseseră desenate manual de 60 de animatori, fără un termen limită stabilit. Producția s-a desfășurat pe aproximativ șapte ani, confruntându-se cu întârzieri, provocări legate de pandemia de COVID-19 și ritmul încet al creerii animației lui Miyazaki, înainte de a se apropia de finalizare în octombrie 2022. Finanțarea proiectului a implicat oferte de streaming pentru filmele anterioare ale Studio Ghibli. Potrivit producătorului Toshio Suzuki, Băiatul și stârcul este cel mai scump film produs vreodată în Japonia. Scenariul se inspiră în mare măsură din copilăria lui Miyazaki și explorează tema creșterii și a face față unei lumi marcate de conflicte și pierderi. Joe Hisaishi⁠(d) a compus muzica filmului, în timp ce Kenshi Yonezu⁠(d) a scris și cântat piesa tematică a filmului „Spinning Globe”.
Băiatul și stârcul a fost lansat în cinematografe în Japonia pe 14 iulie 2023 de către Toho și a fost proiectat atât în cinematografe tradiționale, cât și în alte formate premium, cum ar fi IMAX. Lansarea a fost remarcată pentru absența intenționată a vreunei reclame, Ghibli alegând să nu lanseze niciun trailer, imagini, rezumate sau detalii de casting ale filmului înainte de premiera sa japoneză, cu excepția unui singur poster. Bad Unicorn a distribuit filmul și în România pe 15 decembrie 2023. Filmul a primit aprecieri puternice din partea criticilor și a încasat 172.9 milioane de dolari americani în întreaga lume. Printre numeroasele sale premii, a câștigat premiul BAFTA pentru cel mai bun film de animație, premiul Globul de Aur pentru cel mai bun lungmetraj de animație și premiul Oscar pentru cel mai bun film de animație.